# Acetylpropionyl
Acetylpropionyl, systematicky pentan-2,3-dion, je organická sloučenina patřící mezi diketony.
Tato látka se používá jako:
- Rozpouštědlo acetátu celulózy, barev, inkoustů a laků.
- Výchozí látka při výrobě barviv, pesticidů a léčiv
- Ochucovadlo[4]

Acetylpropionyl se přidává například do kávy a čokolády. Také se může objevovat v ochucených cigaretách. Jako ochucovadlo často nahrazuje diacetyl, jeho plicní toxicita je ale podobná.

## Bezpečnost
Acetylpropionyl je složkou některých náplní elektronických cigaret, kterým dodává máslovou nebo karamelovou vůni. Existují důkazy plicní toxicity acetylpropionylu u zvířat; u myší vystavených této látce se objevila fibróza a nekróza tkání dýchací soustavy. Tato látka způsobuje také genetické změny v mozku.
Acetylpropionyl byl používán jako náhrada toxického diacetylu. U zaměstnanců jedné továrny používající acetylpropionyl se ovšem objevily neobvyklé hodnoty plicních funkcí, které měly souvislost s časem stráveným v místě jeho používání. Výzkum provedený v roce 2009 ukázal u pracovníků vystavených acetylpropionylu častější výskyt dušnosti a astmatu.